# Милорадович Григорій Львович
Григорій Львович Милорадович (30 квітня 1855 — приблизно 1920 ) — український аристократ із роду гадяцьких полковників Війська Запорозького Милорадовичів, дипломат Російської імперії. Двоюрідний брат Гетьмана України Павла Скоропадського та історика Григорія Милорадовича, син української меценатки Єлизавети Милорадович. Загинув під час інтервенції більшовиків до України.

## Біографія
Син Льва Григоровича Милорадовича та Єлизавети Іванівни Скоропадської. З дитинства був  трохи глухуватий.  
Усю любов мати сконцентрувала на синові Грицику. Жінка з материнською турботою переймалася його здоров’ям, коли були епідемії холери і скарлатини. Хлопчик був хворобливим, тому доводилося його лікувати як в Україні, так і за кордоном. Єлизавета Милорадович зізнавалася: «…жизнь моя принадлежит ему одному; славное мое диточко растет на славу …»  Крім того, графиня вирішила виховати сина в традиціях родини Скоропадських. Вона відверто зізнавалася: «… дитя это, конечно, не будет воспитано в духе Милорадовичей". 
В «Щоденникові» Марія  Башкирцева згадує, що вона з дитинства товаришувала з Григорієм Милорадовичем, і навіть у майбутньому планувався їхній шлюб. Однак хлопець не виправдав сподівань М. Башкирцевої. Марія так описувала зовнішність юнака 1876, коли приїжджала провідати батька у Полтаву: «Він зовсім не змінився: той же прекрасний колір обличчя, той самий тьмяний колір обличчя, той же маленький і злегка зневажливий рот, крихітні вусики. Відмінно одягнений і прекрасні манери». 
Григорій  Милорадович перебував на російській дипломатичній службі, а пізніше у 1880-х роках, став аташе при російському посольстві у Парижі. Париж зі світськими принадами і розвагами був важливим для Милорадовича.  Він протягом кількох років пускав за вітром великі статки Милорадовичів. 1890 телеграма з вимогою 100 000 франків переповнила чашу материнського терпіння. Від цього Єлизавета Іванівна злягла, душевна криза підірвала здоров'я. Маєток більше, ніж у 50 тисяч десятин, пішов на оплату синових боргів. 
Станом на 1914 рік Григорій Милорадович вже розпродав все своє майно. 
За версією Омеляна Пріцака, «згинув при большевиках», а за словами відомого українського історика Дмитра Дорошенка, «умер при большовиках на станції Макошин, їдучи з Петербургу до Чернігова, до своєї сестри у перших, графині Ольги Кириловни Милорадович, вдові по бувшім чернігівським губерніяльнім маршалку, відомім українськім історику, любителю української старовини, мови і літератури та власнику чудової української бібліотеки, гр. Григорію Олександровичу Милорадовичу».